# Antonia Fraser
Pour les articles homonymes, voir Fraser.

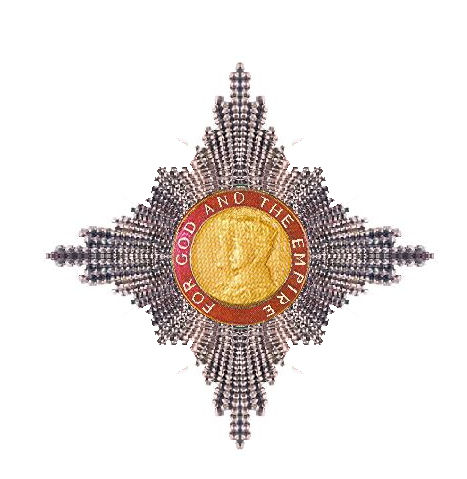
Insigne de DBE

Antonia Margaret Caroline Fraser, née le 27 août 1932 à Londres, est une femme de lettres britannique, biographe, historienne et romancière. Elle est l'épouse d'Harold Pinter, lauréat du prix Nobel de littérature 2005.

## Biographie
Antonia Fraser est née dans une famille de gens de lettres. Son père, Frank Pakenham, 7e comte de Longford (1905-2001), est un homme politique et un essayiste. Sa mère, née Elizabeth Harman (1906-2002), apparentée à Joseph Chamberlain, est une biographe connue sous le nom d'Elizabeth Longford, auteur notamment d'une vie de la reine Victoria qui remporte le James Tait Black Memorial Prize en 1964.
Parmi les sept frères et sœurs d'Antonia Fraser, deux font carrière dans la littérature : Rachel, épouse du réalisateur Kevin Billington, devient romancière ; et Thomas Pakenham, 8e comte de Longford, est un historien spécialisé dans l'époque victorienne mais aussi dans l'étude des arbres.
Antonia, née Pakenham, s'appelle dans le monde « Lady Antonia ». Comme tous ses frères et sœurs, elle est convertie au catholicisme dans son enfance. Elle fait ses études au couvent Sainte-Marie d'Ascot et à la Dragon School d'Oxford, et elle les terminent à Lady Margaret Hall (Oxford), qui a déjà été l'alma mater de sa mère.
En 1956, elle se marie avec un aristocrate écossais catholique, le député Sir Hugh Fraser (1918-1984), qui est le fils puîné de Lord Lovat, 23e chef du clan Fraser, général de brigade. Sir Hugh Fraser siège aux Communes comme Conservateur unioniste représentant Stafford. Pendant leur union, qui finit en 1977, Hugh Fraser et Lady Antonia ont trois fils, Benjamin, Damian et Orlando, et trois filles, Rebecca, Flora et Natasha.
Suivant la tradition familiale, aussi bien Rebecca que Flora écrivent des biographies. Flora, en particulier, est l'auteur de différentes études sur Emma Hamilton, Caroline de Brunswick et sur les filles de George III. Natasha publie en 2002 une vie du producteur de Hollywood Sam Spiegel. Benjamin travaille pour JPMorgan. Damian travaille au Mexique pour la société bancaire d'investissement UBS AG, comme la tête de la strategy equities d'Amérique latine. Orlando est un avocat spécialiste du droit commercial. Antonia Fraser a 16 petits-enfants.
Le 22 octobre 1975, Hugh et Antonia Fraser, avec Caroline Kennedy qui leur rendait visite à leur domicile de Holland Park, dans le quartier de Kensington et Chelsea (Londres Ouest), ont failli être victimes d'une bombe de l'IRA placée sous les roues de la Jaguar de sir Hugh et qui a été minutée pour se déclencher à 9 heures du matin quand il quitterait sa maison. La bombe explose prématurément quand un passant qui l'a remarquée l'examine et la déclenche malencontreusement ; il s'agissait du Dr Gordon Hamilton-Fairley, cancérologue très respecté, qui se promenait avec son chien et qui est mort dans l'attentat.
En 1975, Antonia Fraser rencontre le dramaturge Harold Pinter (1930-2008), alors marié à l'actrice Vivien Merchant, et commence avec lui une liaison qui fait les choux gras des journaux populaires en Grande-Bretagne. En 1977, après qu'elle a vécu avec Pinter pendant deux ans, l'union des Fraser est légalement dissoute. Vivien Merchant expose publiquement sa détresse à la presse, qui cite ses remarques acerbes vis-à-vis de sa rivale, mais elle s'oppose au divorce de Pinter. En 1980, après que Vivien Merchant ait signé les papiers de divorce nécessaires, Antonia Fraser et Harold Pinter se marient. Ils s'installent dans la maison de la famille Fraser à Holland Park. Dans quelques circonstances sociales, elle utilise son nom marital « Antonia Pinter ».

## Carrière
Le premier travail important d'Antonia Fraser est Mary, Queen of Scots (1969). Après ce livre, elle publie plusieurs autres biographies, y compris Cromwell, Our Chief of Men (1973). Elle gagne le Wolfson History Award en 1984 pour The Weaker Vessel, une étude de la vie des femmes dans l'Angleterre du XVIIe siècle. Elle préside le PEN anglais de 1988 à 1989 et est la présidente de son comité pour les auteurs emprisonnés.
Elle écrit aussi des romans policiers, dont les plus populaires mettent en scène une héroïne du nom de Jemima Shore, journaliste d'investigation qui travaille pour la télévision. En 1983, une série télévisée en douze épisodes, inspirée de ces récits, est diffusée sur la chaîne britannique ITV, avec Patricia Hodge dans le rôle-titre.
Plus récemment, Antonia Fraser publie The Warrior Queens, l'histoire de différentes reines ou princesses qui font la guerre depuis l'époque de Boudicca et de Cléopâtre. En 1992, une année après le livre d'Alison Weir The Six Wives of Henry VIII, elle publie sous le même titre un livre que l'historien britannique Eric Ives cite comme le récit le plus impartial.
Elle écrit en 1979 une chronique de la vie et de l'époque de Charles II dans une biographie éponyme qui reçoit une bonne critique. Ce livre influence la mini-série Charles II : The Power & the Passion qui passe en 2003 sur BBC/A&E, selon Rufus Sewell, qui joue le rôle-titre et mentionne cet ouvrage dans une interview sur le DVD. Antonia Fraser sert aussi de rédactrice en chef pour un grand nombre de biographies monarchiques, y compris celles qui sont présentées dans les séries Kings and Queens of England et Royal History of England. Elle publie plus tard un ouvrage sur la conspiration de Guy Fawkes : The Gunpowder Plot, Terror and Faith in 1605.
Deux des plus récents de ses treize livres de littérature non-romanesque sont Marie Antoinette: The Journey (2001, 2002), qui devient le film Marie-Antoinette, dirigé par Sofia Coppola, avec Kirsten Dunst dans le rôle-titre, et Love and Louis XIV : The Women in the Life of the Sun King (2006).
De 1979 à 1990, elle participe sur BBC Radio 4 au panel game My Word!, qu'elle préside pendant une saison en 1983.
Fellow de la Royal Society of Literature, elle est élevée Dame Commandeur de l'ordre de l'Empire britannique le 31 décembre 2010, pour services rendus à la littérature.

## Prix et récompenses
- James Tait Black Memorial Prize, 1969
- Wolfson History Prize
- Medallion of the Historical Association, 2000
- Crime Writers' Association Macallan Gold Dagger for Non-Fiction
- Enid McLeod Literary Prize du Franco-British Society

## Distinctions
- Dame commandeur de l'ordre de l'Empire britannique (DBE - 2010)
- Fellow de la Royal Society of Literature (FRSL)[2]

### Ouvrages traduits en français
- Les Poupées, Hachette, 1965
- Marie Stuart, reine de France et d'Écosse, Laffont, 1973
- Rois et reines d'Angleterre, Tallandier, 1979
- Marie-Antoinette, Flammarion, 2006 ; J'ai Lu, 2007
- Les Femmes dans la vie de Louis XIV, Flammarion, 2007
- Vous partez déjà ? Ma vie avec Harold Pinter, traduit de l'anglais par Anne-Marie Hussein, Éditions BakerStreet, 2010

### Ouvrages en langue anglaise
Essais
- Mary, Queen of Scots (1969).
- King Arthur and the Knights of the Round Table (1970)
- Dolls (1973).
- Cromwell, Our Chief of Men (1973); also published as Cromwell: The Lord Protector.
- King James VI and I (1974).
- The Lives of the Kings and Queens of England [Editor] (1975).
- King Charles II (1979); also published as Royal Charles: Charles II and the Restoration and Charles II.
- The Weaker Vessel: Woman's Lot in Seventeenth-century England (1984).
- The Warrior Queens: Boadicea's Chariot (1988).
- The Wives of Henry VIII (1992).
- The Gunpowder Plot: Terror and Faith in 1605 (1996).
- Marie Antoinette (2001).
- Love and Louis XIV: The Women in the Life of the Sun King (2006).

Romans policiers (série des Jemima Shore)
- Quiet as a Nun (1977).
- The Wild Island (1978).
- A Splash of Red (1981).
- Cool Repentance (1982).
- Oxford Blood (1985).
- Jemima Shore's First Case (1986).
- Your Royal Hostage (1987).
- The Cavalier Case (1990).
- Jemima Shore at the Sunny Grave (1991).
- Political Death (1995).

Anthologies
- Scottish Love Poems (1975).
- Love Letters (1976).